# Iorwerth ap Bleddyn
Iorwerth ap Bleddyn († 1111) war ein Fürst des walisischen Fürstentums Powys.

## Leben
Er war ein jüngerer Sohn von Bleddyn ap Cynfyn und einer Tochter von Brochwel. Nach dem Tod seiner älteren Brüder Madog und Rhiryd, die 1088 im Kampf gegen Rhys ap Tewdwr, Fürsten von Deheubarth gefallen waren, teilten er und seine Brüder Cadwgan und Maredudd Powys unter sich auf. 1102 unterstützte er wie seine Brüder den anglonormannischen Lord Robert of Bellême, 3. Earl of Shrewsbury bei seiner Revolte gegen den neuen englischen König Heinrich I. und unterstützte die Belagerung von Bridgnorth. Durch Geschenke und Versprechungen konnte der König jedoch ihn und Cadwgan zum Seitenwechsel bewegen, was mit zum Scheitern der Revolte beitrug. Iorwerth nahm seinen Bruder Maredudd gefangen, doch während Cadwgan sein Territorium in Ceredigion und Powys vergrößern konnte, verweigerte Heinrich I. Iorwerth die Ländereien in Dyfed, die er ihm versprochen hatte, und vergab diese an den Waliser Hywel ap Goronwy. Als Iorwerth in Shrewsbury seine Ansprüche von der Krone einfordern wollte, wurde er gefangen genommen. Erst nachdem sein Bruder Cadwgan 1110 die Herrschaft über Powys und Ceredigion verloren hatte, kam Iorwerth wieder frei und durfte die Herrschaft über die Gebiete seines Bruders in Powys übernehmen. Er vertrieb seine Neffen Owain ap Cadwgan und Madog ap Rhiryd aus seinem Territorium, von wo sie einen Kleinkrieg gegen anglonormannische und flämische Siedler geführt hatten. Daraufhin wurde Iorwerth von seinem Neffen Madog mit Unterstützung von Llywarch ap Trahern, des Herrschers von Arwystli, in Caereinion ermordet.
Er hinterließ keine Nachkommen, sein Nachfolger wurde wieder sein Bruder Cadwgan.